# Luisa Leschin
Luisa Leschin (Hollywood (Californië), 13 juli 1953) is een Amerikaanse actrice, scenarioschrijfster en televisieproducente.

## Biografie
Leschin is een dochter van een moeder die een concertpianiste was en vader die president van El Salvador was. 
Leschin werd geboren in Hollywood maar groeide op in Guatemala, waar Spaans haar moedertaal werd. Op vijfjarige leeftijd maakte ze haar debuut als danseres, op achtjarige leeftijd verliet ze Guatemala om haar tienerjaren door te brengen in Europa, waar ze vloeiend Frans en Italiaans leerde spreken. Na haar terugkeer in Amerika studeerde ze aan de High School of Performing Arts in New York en slaagde daar cum laude voor ballet. Op negentienjarige leeftijd ging ze naar Genève om deel te nemen aan het Grand Théâtre de Geneve bij het balletgezelschap.
Leschin keerde weer terug naar Amerika en begon met acteren voor televisiefilms en televisieseries in 1979 met de televisieserie The White Shadow. Hierna heeft ze nog meerdere rollen gespeeld, zoals in Falcon Crest (1983-1988), Beverly Hills, 90210 (1990-1991), Square One TV (1987-1992) en Melrose Place (1995-1997).
Leschin is ook actief als scenarioschrijfster en heeft de volgende televisieseries geschreven:
- 2019 - 2020 Mr. Iglesias - 2 afl.
- 2020 Gentefied - 1 afl.
- 2016 - 2018 Just Add Magic - 6 afl.
- 2014 - 2017 East Los High - 3 afl.
- 2015 From Dusk Till Dawn: The Series - 1 afl.
- 2012 - 2013 Austin & Ally - 3 afl.
- 2010 – 2012 Are We There Yet? – 7 afl.
- 2008 Everybody Hates Chris – 2 afl.
- 2002 – 2007 George Lopez – 12 afl.
- 2002 Taina – 1 afl.
- 2000 – 2001 The Brothers Garcia – 4 afl.
- 2000 Resurrection Blvd. – 1 afl.

Als producer heeft ze de volgende televisieseries geproduceerd:
- 2019 - 2020 Mr. Iglesias - 10 afl.
- 2020 Gentefied - 1 afl.
- 2016 - 2018 Just Add Magic - 33 afl.
- 2012 - 2014 Austin & Ally - 28 afl.
- 2008 – 2009 Everybody Hates Chris – 9 afl.
- 2003 – 2004 George Lopez – 14 afl.

Leschin is in het verleden twee keer genomineerd geweest voor een ALMA Award:
- 2006 in de categorie Beste Script voor een televisieserie met de televisieserie George Lopez.
- 2002 in de categorie Beste Script voor een televisieserie met de televisieserie Resurrection Blvd..

## Filmografie

### Films
- 2023 Spider-Man: Across the Spider-Verse - als stem
- 2014 Mr. Peabody & Sherman - als stem
- 2010 Yogi Bear – als stem
- 2010 Knucklehead – als stem
- 2002 The Hunchback of Notre Dame II – als stem
- 2001 The Perfect Wife – als Greta Molina
- 2000 Under Suspicion – als zangeres
- 1998 The Landlady – als mevr. Inez
- 1998 Captured – als Gladys
- 1998 The Night Caller – als Consuela
- 1998 Mulan – als stem
- 1993 Roosters – als stem
- 1988 Rain Man – als stem
- 1988 Two Moon Junction – als motel medewerkster
- 1988 Bright Lights, Big City – als stem
- 1986 8 Million Ways to Die – als vrouw van Hector
- 1985 Heart of a Champion: The Ray Mancini Story – als Ellen jr.
- 1984 Savage Streets – als Maria
- 1982 Life of the Party: The Story of Beatrice – als Suellen
- 1981 True Confessions –als meisje in toren
- 1979 The Streets of L.A. – als meisje

### Televisieseries
Uitgezonderd eenmalige gastrollen.
- 1995 – 1997 Melrose Place – als verpleegster en jonge vrouw – 2 afl.
- 1987 – 1992 Square One TV – als diverse – 18 afl.
- 1990 – 1991 Beverly Hills, 90210 – als Anna Rodriguez – 4 afl.
- 1988 Knots Landing – als Diana – 2 afl.
- 1983 – 1988 Falcon Crest – als Isabel – 3 afl.